# Perilestes minor
Perilestes minor – gatunek ważki z rodziny Perilestidae. Występuje na terenie Ameryki Południowej. Występuje endemicznie w Brazylii.